# Buteo brachypterus
Bútio-malgaxe ou bútio-de-madagáscar, também falcão-de-madagascar ou gavião-de-madagascar (Buteo brachypterus) é uma espécie de ave de rapina da família Accipitridae.
É endémica de Madagáscar.
Os seus habitats naturais são: florestas subtropicais ou tropicais húmidas de baixa altitude e regiões subtropicais ou tropicais húmidas de alta altitude.